# Сергий IV
Сергий IV (лат. Sergius PP. IV; в миру Пьетро Мартино Боккадипорко, итал. Pietro Martino Boccadiporco; ? Рим — 12 мая 1012) — Папа Римский с 31 июля 1009 года. 
Стал епископом, а затем папой при поддержке клана Кресцентии. Выступал против захвата Святой земли мусульманами. Возможно, был убит противниками Кресцентии.

## Биография
Родился в Риме и получил при крещении имя Пьетро. Его отца также звали Пьетро (в некоторых источниках он назван «Перунций»), мать — Стефанией. Согласно каталогу 1120 года, внесённого в мартиролог церкви Санта-Мария-ин-Трастевере, и который, как правило, достаточно хорошо осведомлён о римских понтификах, отец будущего папы был сапожником и происходил из римского района «Аллапина» (лат. Allapina), под которым, вероятно, следует понимать «Ад Пинеа», примыкающий к Виа Лате. Ряд источников добавляют папе прозвище «Bucca porca» (свинячья пасть) или «Os porci» (свиное рыло).
В 1004 году он стал кардиналом-епископом Альбано в пригороде Рима, а 31 июля 1009 года был избран папой, приняв имя Сергий IV.
Вероятно, что избрание Сергия IV, как и его предшественников Иоанна XVII и Иоанна XVIII, зависело от воли патриция Иоанна II Кресценция. При этом Титмар Мерзебургский, который не скрывает свою враждебность по отношению к патрицию, связывает Сергия IV с графом Тускулумским, соперником семьи Кресценциев, который в будущем сменил его под именем Бенедикта VIII. Хронист называет обоих пап «выдающимися», однако, по мнению Антонио Сенниса, эта характеристика скорее связана с тем, что оба папы представили немало разных привилегий Мерзебургской епархии, которую тот сам возглавлял.
Достоверных известий о понтификате Сергия IV сохранилось мало. Известно, что он пытался установить дружеские отношения с римским королём и будущим императором Священной Римской империи Генрихом II. Вскоре после своего избрания Сергий IV заказал в Латеране погребальный памятник одному из своих предшественников — папе Сильвестру II, который был близким другом императора Оттона III. Кроме того, он подтвердил важные привилегии, которые папа Иоанн XVIII ранее предоставил Мерзебургской епархии, что также должно было понравится римскому королю. В апреле 1012 года папа отправил в Германию миссию, целю которой было освящение Бамбергского собора, которому покровительствовал будущий император, также, по мнению Антонио Сенниса свидетельствует о попытке сблизиться с ним. Историк считает, что, возможно именно посланники Сергия IV привезли Генриху II приглашение прибыть в Рим, чтобы короноваться там императорской короной.

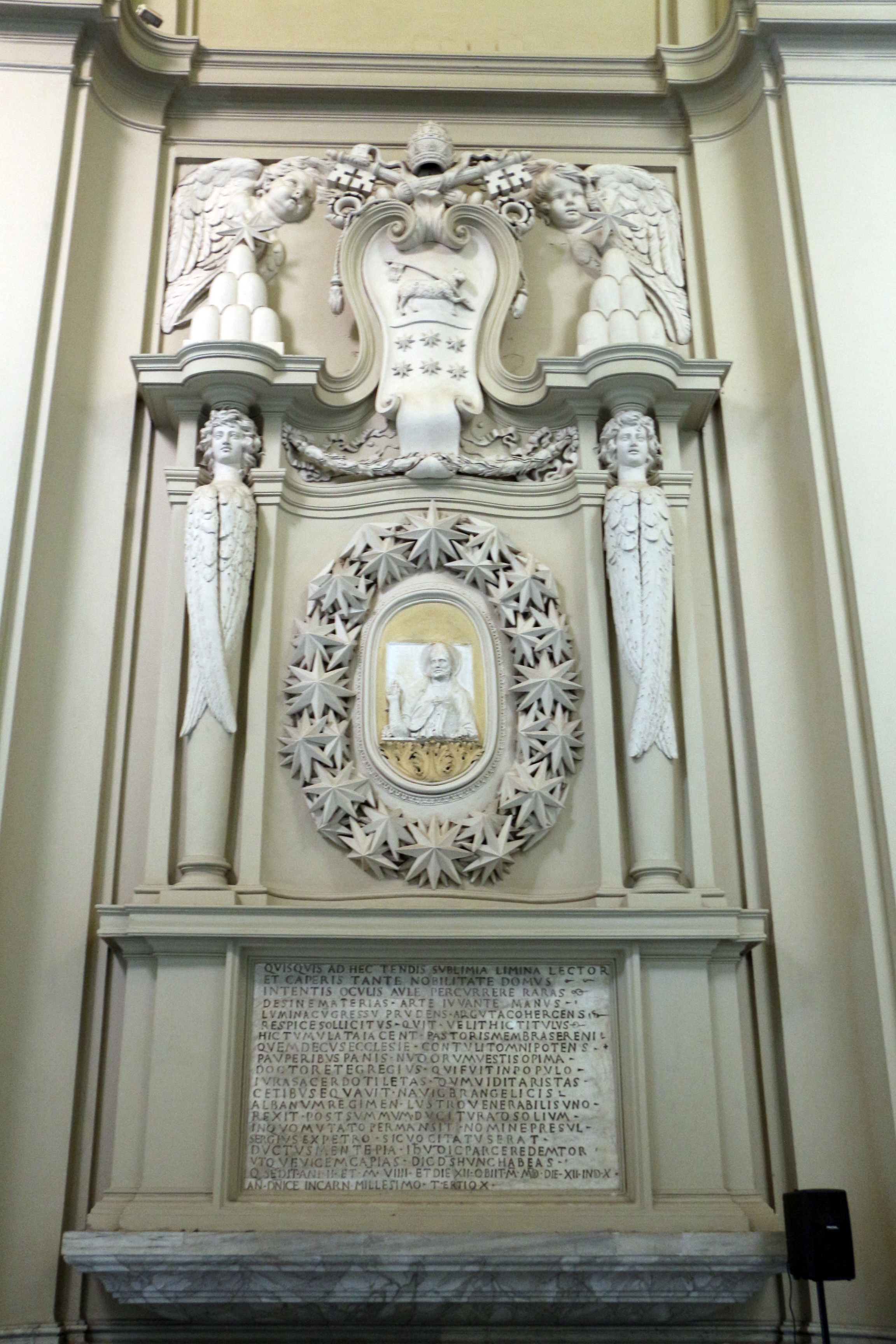
Интерьер гробницы папы Сергия IV в Латеранской базилики, созданной в XVIII веке

На одном из столбов правого предела Латеранской базилики до сих пор сохранились остатки погребальной надписи Сергия IV. По ним можно сделать вывод, что папа заботился о пропитании беднейшей части римского населения. Эти сведения косвенно подтверждаются некоторыми каталогами пап XI века, согласно которым во время понтификата Сергия IV в риме случился сильнейший голод, в результате которого цены на хлеб подскочили до такого уровня, что они были слишком высокими для менее обеспеченных граждан Рима.
Некоторые другие известия, которые более поздние историки приписывают Сергию IV, современные историки считают не очень достоверными. Как отмечает Антонио Сеннис, полностью легендарным является известное только в греческих источниках сообщение о том, что понтифик сразу после избрания направил константинопольскому патриарху Сергию II исповедание веры, исключающее филиокве — пункт, который был камнем преткновения в споре между римской и константинопольской церквями. В результате якобы имена римских пап были исключены из молитвенных диптихов Восточной церкви. Также исследователи сомневаются в достоверности документа, сохранившегося в копии конца XI века, согласно которому Сергий IV, получив известие о разрушении 18 октября 1009 года храма Гроба Господня в Иерусалиме халифом Аль-Хакимом якобы не только призвал начать Крестовый поход в Святую землю, но и заявил о своей готовности лично возглавить армию. Ещё одно сомнительное известие, которое не подтверждается другими источниками, содержится в издании 1913—1932 годов «Жизнеописания пап» Бартоломео Платины под редакцией Дж. Гайды, согласно которому понтифик будто бы инициировал создание союза всех «князей Италии», направленного на изгнание сарацин с Апеннинского полуострова. Существует также копия 1694 года грамоты о подтверждении прав, якобы выданной Сергием IV 21 января 1011 года архиепископу Беневенто Альфано II.
Сергий IV умер 12 мая 1012 года и был похоронен в Латеранской базилике. По свидетельству Иоанна Диакона, могила понтифика была расположена «около дверей церкви».